# Gonocephalum besnardi
Gonocephalum besnardi es una especie de escarabajo del género Gonocephalum, tribu Opatrini, familia Tenebrionidae. Fue descrita científicamente por Kaszab en 1982.

## Descripción
Mide 8-10 milímetros de longitud.

## Distribución
Se distribuye por Dubái.